# Podangis dactyloceras
Podangis dactyloceras är en orkidéart som först beskrevs av Heinrich Gustav Reichenbach, och fick sitt nu gällande namn av Rudolf Schlechter. Podangis dactyloceras ingår i släktet Podangis och familjen orkidéer. Inga underarter finns listade i Catalogue of Life.

## Bildgalleri

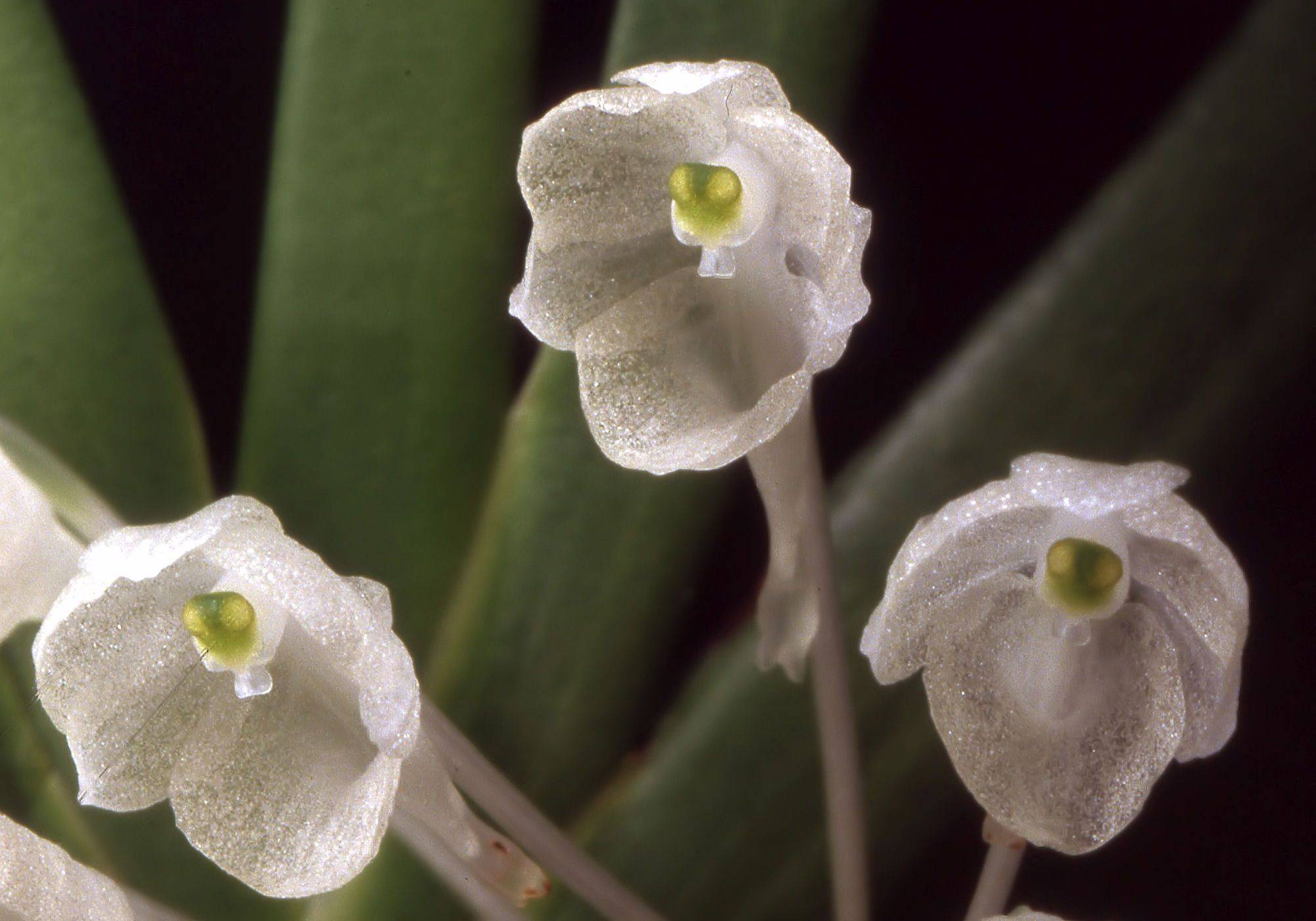